# Singin' in the Rain
Singin' in the Rain is een Amerikaanse muziekfilm van Gene Kelly en Stanley Donen uit 1952 met in de hoofdrollen Gene Kelly en Debbie Reynolds. De film verhaalt over een historisch punt in de filmgeschiedenis; de overgang van de stomme film naar de geluidsfilm.
De film wordt niet alleen als mogelijk de beste muziekfilm ooit gezien, maar wordt ook steevast opgenomen in verschillende lijsten van beste films ooit. Ondanks al deze onderscheidingen won de film geen enkele Oscar, misschien omdat Gene Kelly het jaar tevoren met óók een MGM-musical (An American in Paris) zes Oscars gewonnen had. Wel bracht de film in zijn eerste jaar bij de kassa al driemaal de productiekosten binnen.

## Verhaal
Het verhaal gaat over de gevestigde sterren Don Lockwood en Lina Lamont (Jean Hagen), die met groot succes de ene na de andere stomme film uitbrengen, volgens een vast patroon ("If you have seen one, you have seen them all"). In de media worden zij afgeschilderd als liefdespaar, iets dat niet overeenstemt met de realiteit, maar niettemin toch graag geloofd wordt door Lina. Daarentegen brengt Don zijn tijd buiten de studio bijna uitsluitend door met zijn beste vriend Cosmo Brown en later ook met zijn nieuwe vriendin Kathy Selden.
De komst van de geluidsfilm verstoort het vaste patroon van filmmaken en de filmindustrie moet zich aanpassen. De dan in productie zijnde The Duelling Cavalier wordt omgezet naar een geluidsfilm, maar de geluidsopnamen blijken desastreus slecht, vooral vanwege Lina Lamont die alles fout doet wat er fout te doen valt. Een voorvertoning wordt de zaal uitgelachen.
Don Lockwood en zijn vriend krijgen de inval het geluid na te synchroniseren en er een musical van te maken, waarbij de stem van Lina Lamont wordt ingezongen door Dons vriendin Kathy Selden. Het plan is om dit voor één film te doen, als noodgreep om de bestaande productie te redden. Daarna zal Kathy een nieuwe ster worden en Lina afgevoerd worden. Als Lina hierachter komt trekt zij haar eigen plan dat haar carrière moet redden. Haar plan werkt, maar dit succes stijgt haar naar het hoofd en ze vergeet zichzelf: tijdens de succesvolle première van de nagesynchroniseerde The Dancing Cavalier biedt ze haar tegenstanders een gelegenheid om haar de voet dwars te zetten. Deze kans wordt dankbaar aangegrepen, waarna Don en Kathy nog lang en gelukkig films kunnen gaan maken.

## Rolverdeling
| Acteur           | Personage     |
| ---------------- | ------------- |
| Gene Kelly       | Don Lockwood  |
| Debbie Reynolds  | Kathy Selden  |
| Donald O'Connor  | Cosmo Brown   |
| Jean Hagen       | Lina Lamont   |
| Millard Mitchell | R.F. Simpson  |
| Douglas Fowley   | Roscoe Dexter |

## Scenario
De oorspronkelijke opdracht voor de film was om een vehikel te scheppen voor de liedjes die Nacio Herb Brown en Arthur Freed vanaf 1929 schreven voor de eerste musicals van MGM. Daaruit volgde het besluit om ook de film dan maar in die periode te laten spelen. De scenaristen van de film Betty Comden en Adolph Green hadden een huis gekocht dat oorspronkelijk behoorde aan een ster uit het tijdperk van de stomme film. De man had zijn fortuin verloren toen de geluidsfilm zijn carrière om zeep hielp. Dit gaf Comden en Green de inspiratie voor het scenario. Oorspronkelijk zou het scenario zijn gebaseerd op een acteur die in westerns speelde en werd geconfronteerd met de geluidsfilm. Dit werd later veranderd in een acteur met een vaudeville-achtergrond.
Het schrijversduo begon anekdotes en verhalen te verzamelen uit de tijd dat de stomme film werd verdrongen door de geluidsfilm. Zo vertelde kostuumontwerper Walter Plunkett dat Bebe Daniels tijdens de opnamen van Rio Rita uit 1929 met haar waaier op de arm van haar tegenspeler John Boles tikte. De nog primitieve opnameapparatuur gaf de onschuldige tikjes weer als paukenslagen. Deze anekdote werd door Comden en Green in de film overgenomen als Lina Lamont tijdens de opnamen van de The Duelling Cavalier met haar waaier tegen de arm van Don Lockwood slaat. Ook de ervaringen van acteur John Gilbert werden gebruikt. Gilbert was een ster uit het tijdperk van de stomme film. Hoewel zijn stem zeker geschikt was voor de geluidsfilm werd hij getreiterd door de geluidstechnici die zijn stem te snel afspeelden. Daarbij kreeg hij een scenario met overdreven bloemrijke zinnen, die rechtstreeks uit de geschreven kaarten van de stomme film stamden. Comden en Green gebruikte deze ervaringen voor Don Lockwood die zich onsterfelijk belachelijk maakt door zijn tekst uit de stomme film te gebruiken en voor te dragen alsof het gaat om een toneelstuk. In het scenario duiken allerlei parodieën op bekende acteurs en actrices uit de stomme film op. Zo is het personage Zelda Zanders gebaseerd op Clara Bow. Bow stond bekend als de "It Girl", terwijl Zanders de "Zip Girl" is. In de scène waar de studiodirecteur, R.F. Simpson, de nieuwe gadget van de geluidsfilm introduceert zien we actrice Olga Mara en haar man Baron de la Ma de la Toulon. Mara is geïnspireerd op actrice Pola Negri en de baron is een persiflage op de markies Henri de La Falaise de Coudray, de man van actrice Gloria Swanson. Het personage R.F. Simpson is op zijn beurt gebaseerd op Louis B. Mayer en producent Arthur Freed. Journaliste Louella Parsons, die een roddelrubriek schreef over Hollywoodsterren, is aanwezig als Dora Bailey, terwijl regisseur Erich von Stroheim als Roscoe Dexter wordt opgevoerd.
De scenaristen namen het liedje Singin' in the Rain als uitgangspunt. Het was de zesde keer dat Singin' in the Rain werd opgevoerd in een Hollywoodfilm. Na de introductie in The Hollywood Revue of 1929 kwam het voor in Babes in Arms (1939), Speak Easily uit 1932, Little Nellie Kelly uit 1940 en in de Babe Ruth Story uit 1948. In het uiteindelijke scenario zingt en danst Gene Kelly het lied in de wereldberoemde scène waar hij in de regen danst. In het oorspronkelijke scenario zou het worden gezongen door Debbie Reynolds, Gene Kelly en Donald O'Connor na de flop van The Duelling Cavalier. Ook You Are My Lucky Star kreeg een andere uitvoering. Oorspronkelijk zou Debbie Reynolds het lied zingen tegen een filmposter met het portret van Don Lockwood.

## Acteurs
Zoals bij elke grote Hollywoodfilm gaf de keuze van de acteurs in de film veel hoofdbrekens. Aanvankelijk was Howard Keel uitverkoren voor de rol van Don Lockwood. Maar dat was in de fase van het project dat Lockwood nog een ster was uit westerns. Toen Gene Kelly Keel verving verschoof het perspectief naar een vaudeville-achtergrond van Lockwood. Kelly bemoeide zich op zijn beurt met de audities voor de rol van Kathy Selden. Eerder al waren Judy Garland. Kathryn Grayson, Jane Powell, Leslie Caron en June Allyson overwogen maar te oud bevonden. Kelly en Stanley Donen hebben altijd volgehouden dat de negentienjarige debutante Debbie Reynolds hun eerste keus was.
Acteur, zanger en pianist Oscar Levant was aanvankelijk de keuze van de producers voor de rol van Cosmo Brown. De scenaristen hadden de rol van Cosmo geheel op Levant geschreven. Uiteindelijk zag Levant van de rol af en werd Donald O'Connor aangetrokken.
Judy Holliday had goede papieren voor de rol van Lina Lamont. Comden en Green hadden de rol geschreven met Holliday in het achterhoofd. De actrice was een goede vriendin van het duo en ze gebruikten veel materiaal uit de tijd dat ze met Holliday samenwerkten in de toneelgroep The Revuers. Toen Holliday echter een hit scoorde met de Broadwayproductie Born Yesterday was haar rol als Lina Lamont van de baan. De actrice schoof Jean Hagen naar voren, haar understudy voor Born Yesterday. Het personage van Lamont was gebaseerd op actrice Norma Talmadge, die de overgang van de stomme film naar de geluidsfilm niet kon maken. Hagen deed een improvisatie, waarbij ze de schelle stem van Lamont ten gehore bracht. Aangezien ze eigenlijk een heel mooie stem had, was het contrast zo groot dat ze de rol kreeg
Cyd Charisse brak met haar betrekkelijke kleine rol als gangstermeisje door in de Hollywoodwereld. Tot Singin' in the Rain was ze voornamelijk te zien als danseres. MGM was zo enthousiast dat ze haar een grote rol gaven in The Band Wagon tegenover Fred Astaire.

## Opnamen
Singin' in the Rain was een prestigeobject van MGM. Er was een ruim budget, dat werd overschreden en uiteindelijk uitkwam op 2.540.800 dollar. Alleen al de kostuums van Walter Plunkett kwamen uit op 665.000 dollar. Onder regie van Gene Kelly en Stanley Donen kreeg de film, ondanks de oude vertrouwde liedjes, juist een heel eigen karakter: De gevestigde liedjes werden op een vernieuwende manier opgevoerd, wat uiteraard vooral gold voor de titelsong, die wereldberoemd werd door de wel heel beeldende opvoering in deze film door Gene Kelly. De film is in een duizelingwekkend tempo gemaakt, met een lichte ondertoon van ironie, en straalt energie uit. Het verhaal valt alleen echt stil in het grote zang- en dansnummer tegen het einde van de film: voor het overige wordt het showmanship ten dienste gesteld van het verhaal. Zo brengt Donald O'Connor zijn ervaring als vaudevilleartiest in, resulterend in een welhaast halsbrekend nummer dat bijdraagt aan het tempo van de film (een nummer waarvoor wél een nieuw liedje geïmproviseerd werd). Anders dan Donald O'Connor doet Gene Kelly niet zijn eigen halsbrekende stunts; wel deed hij de choreografie voor de dansnummers.
Kelly was overigens geen gemakkelijke regisseur en choreograaf. Donald O'Connor was de eerste weken van de opnamen doodsbang voor hem. Elke fout die hij maakte werd door Kelly afgestraft met een scheldkanonnade. Kelly eiste veel van zijn acteurs en dansers, werkdagen van 19 uur waren geen uitzondering. Debbie Reynolds, die elke dag met de bus kwam, sliep vaak in de studio's om de lange reis met de bus te vermijden. Ook zij had het niet gemakkelijk met Kelly. De regisseur was teleurgesteld dat Reynolds geen echte danseres was (ze had een achtergrond als gymnaste). Hij beledigde haar op de set en maakte snerende opmerkingen over haar danskunsten. Ook overwoog hij Reynolds te laten vervangen door zijn choreografie-assistente Carol Haney. Over haar toeren door alle beledigingen verstopte Reynolds zich achter een piano waar ze door Fred Astaire werd gevonden. Astaire bood Reynolds aan haar te helpen met het dansen. Reynolds deed haar uiterste best en soms zelf meer dan dat. Aan het einde van de opnamen van Good Morning (met een uitgebreid tapnummer) moest ze met bloedende voeten van de set worden gedragen. Later zou ze verklaren dat het baren van een kind en het maken van Singin' in the Rain de moeilijkste ervaringen van haar leven waren.
Ook Donald O'Connor gaf zich voor honderd procent, maar toen Gene Kelly hem vroeg een oude truc te herhalen die hij als jonge danser had uitgevoerd, moest O'Connor wel even slikken. Wat Kelly wilde was dat O'Connor tijdens het lied Make 'em laugh tegen de muur op rende en vervolgens een complete salto maakte. Dat was al een uitdaging toen hij jong was, maar inmiddels liep hij tegen de dertig en rookte vier pakjes sigaretten per dag. De stunt was zo uitputtend dat O'Connor na afloop een week in bed bleef. Nadat de opnamen van de stunt door een fout bij de ontwikkeling onbruikbaar bleken, herhaalde O'Connor de stunt zonder klagen.
Voor zichzelf was Gene Kelly overigens ook hard. Voordat de opnamen van Singin' in the Rain begonnen was de zanger doodziek. Hij had 39,4 graden koorts en Stanley Donen stond er op dat Kelly naar huis ging. Het lied vereiste de volledige inzet van Kelly als danser. Kelly, die al veel tijd in de voorbereiding had gestoken, weigerde naar huis te gaan. Hij begon aan de opnamen en improviseerde grotendeels zijn danspassen in de regen. Hij werd echter steeds zieker en Donen had amper tijd om geschikte camera-instellingen neer te zetten. Er is discussie over de vraag of de hele scène in een middag werd opgenomen of dat het enkele dagen duurde om alles op te nemen. Volgens Donen en Kelly was er gewoon niet meer tijd dan die ene middag. De regen die zo rijkelijk valt tijdens de opnamen is water gemengd met een beetje melk om het opspattende water beter in beeld te brengen. Behalve een beter effect veroorzaakte het mengsel ook een ongewenst nevenverschijnsel. Het wollen pak van Gene Kelly begon te krimpen. Het mengen van melk bij het water werd door co-regisseur Donen echter in 2012 in een interview met ABC ontkend.
Het verhaal van Singin' in the Rain draait in feite om een actrice, Lina Lamont, die met zo'n schelle stem praat, dat haar stem in de nasynchronisatie wordt vervangen door de stem van talentvolle Kathy Selden.
Het merkwaardige is dat Jean Hagen, die de rol speelt van Lina Lamont, wél beschikte over een mooie stem.
In de eindscène waar Debbie Reynolds als Kathy Selden achter het gordijn moet staan om Lina Lamont (Jean Hagen) te voorzien van een mooie stem, horen we Jean Hagen zelf.
Ook is het niet Debbie Reynolds die we horen zingen in de liedjes Would You? en You are My Lucky Star, maar zangeres Betty Noyes. Reynolds werd overigens ook niet goed genoeg gevonden in de tapdansnummers. Terwijl ze met bloedende voeten werd afgevoerd van de opnamen van Good Morning was Gene Kelly al bezig om het geluid bij de tapnummers te vervangen. Kelly werkte samen met twee assistentchoreografen: Carol Haney en Gwen Verdon. Zij waren verantwoordelijk voor de tapdansgeluiden van Gene Kelly in de postproductie van het dansnummer Singin' in the Rain. Kelly liet Haney en Vernon tot hun enkels in een vat vol water staan om zo het tapdansen in water na te synchroniseren. Zelf deed Kelly de postproductie van Good Morning waar hij zowel de tapdanspassen van Reynolds als van zichzelf indubte.

## Muziek
De meeste liedjes uit Singin' in the Rain stammen uit 1929-1939 en werden geschreven door Arthur Freed en Nacio Herb Brown. Ze werden gebruikt in diverse MGM-filmmusicals in die periode. Freed, inmiddels opgeklommen tot producer en hoofd van de zogenaamde Freed Unit, was verantwoordelijk voor de grote MGM-musicals. Het was zijn idee om de oude liederen te hergebruiken in een nieuwe filmmusical. De scenaristen Betty Comden en Adolph Green schreven de tekst voor een nieuw liedje: Moses Supposes, dat op muziek werd gezet door Roger Edens. Een ander nieuw lied was Make 'em laugh van Arthur Freed, maar dit werd al snel gezien als plagiaat van het nummer Be a Clown van Cole Porter.
In de film worden de volgende liedjes gebruikt (tekst en muziek van Arthur Freed en Nascio Herb Brown, tenzij anders aangegeven):
- Fit as a Fiddle (And Ready for Love), uit de film College Coach (1933) (muziek en tekst: Al Hoffman and Al Goodhart)
- Temptation, uit de film: Going Hollywood (1933)
- All I Do Is Dream of You, uit de film: Sadie McKee (1934)
- Singin' in the Rain, uit de film: Hollywood Revue Of 1929 (1929)
- Make 'em laugh
- Beautiful Girl medley met: I Got a Feelin' You're Foolin' uit de film: Broadway Melody uit 1936 (1935), The Wedding of the Painted Doll uit de film: The Broadway Melody (1929) en Should I? uit de film: Lord Byron of Broadway (1930)
- Beautiful Girl, uit de film Going Hollywood (1933)
- You Were Meant for Me, uit de film: The Broadway Melody (1929)
- You Are My Lucky Star, uit de film: Broadway Melody uit 1936 (1935)
- Moses Supposes (muziek: Roger Edens, tekst: Comden and Green)
- Good Morning, uit de film: Babes In Arms (1939)
- Would You?, uit de film: San Francisco (1936)
- Broadway Melody Ballet, samengesteld uit The Broadway Melody uit de film: The Broadway Melody (1929) en Broadway Rhythm uit de film: Broadway Melody uit 1936 (1935) (muziek van Nacio Herb Brown en Lennie Hayton

## Prijzen
Jean Hagen werd genomineerd voor een Academy Award in de categorie Beste actrice in een vrouwelijke bijrol, de film kreeg een nominatie voor de Beste originele filmmuziek. Donald O' Connor won een Golden Globe voor zijn rol als Cosmo Brown.